# 伦纳德·布龙菲尔德
伦纳德·布龙菲尔德（英語：Leonard Bloomfield，1887年4月1日—1949年4月18日），美国描写语言学派语言学家。

## 生平
20世纪30年代至40年代领导了美国结构语言学的发展。他1933年出版的教科书具有重大影响，完整地描述了美国结构语言学，他为印欧历史语言学、南岛语系、描述阿尔冈昆语族的研究做出来重要贡献。60年代，随着乔姆斯基的生成语法的兴起，布龙菲尔德的影响开始下降。